# Мирослав (боярин)
Мирослав — волынский боярин, дипломат и воевода первой половины XIII века, дружинник Романа Галицкого, дядька (воспитатель) братьев Даниила и Василько Романовичей, один из ближайших сподвижников Даниила Романовича Галицкого.
Украинский исследователь Н.Ф. Котляр некогда высказывался, что вторая жена Романа Мстиславича и мать Даниила Галицкого Анна, известная по летописи как «княгиня Романова», приходилась Мирославу родственницей (возможно, сестрой). Но эта версия не нашла широкой поддержки в исторической науке, в настоящее время более распространена точка зрения о том, что Ефросинья-Анна, жена Романа Мстиславича, была дочерью византийского императора Исаака II.

## Биография
В 1206 году помог Романовичам с матерью бежать из Галича во Владимир-Волынский, затем в Польшу. После гибели великого князя Романа Мстиславовича, его семейство оказалось в крайне затруднительном положении. Против княгини Анны и её малолетних сыновей, старшему из которых Даниилу едва исполнилось пять лет, подняличсь с оружием в руках галицкие великие бояре. Анна бежит во Владимир, надеясь что там, в вотчине мужа, окажется в безопасности. Но чернигово-северские Игоревичи, призванные боярами в Галицкую землю, не удовлетворились добычей и потребовали от жителей Владимира выдать им маленьких Романовичей. В критической ситуации княгиня принимает решение покинуть Волынь: Наутрии же уведавши княгини, свет сотвори с Мирославом с дьдькою и на ночь бежавши в Ляхы. Через пять лет, вдова Романа Мстиславовича, сидевшая с маленьким Васильком в волынском торговом городе Берестье, доверит Мирославу дело первоочередного значения.
В 1208 году в качестве посла из Берестья в Польшу способствовал передаче Белза Романовичам. Польский князь  Лешек Белый считался тогда опекуном семьи Романа, но на самом деле стремился отнять у них Волынь. Дипломатическая миссия Мирослава увенчалась успехом. Александр был вынужден отдать удельный стол Белза Васильку. Будучи ближайшим к семейству Романа боярином, Мирослав исполнял важную роль советника и фактического правителя при малолетних детях Анны.
Участвовал в посажении Даниила на галицкое княжение (1211) и галицком походе Лешека Белого (1213), действовал против венгров в 1219 году, в том числе участвовал в обороне Галича, осаде Чарторыйска (1227), Калиша (1229), затем ездил с Василько Романовичем на его свадьбу в Суздаль.
В 1231 году участвовал в походе на Перемышль против Александра Всеволодовича, в 1232 руководил обороной Владимира-Волынского от венгров, в 1233 участвовал в разгроме венгров под Шумском. Перед битвой под Торческом в 1235 году предупреждал Даниила о том, что следует уклониться от столкновения с черниговцами и половцами, но Даниил настоял на своём, галичане были разбиты, Мирослав попал в плен в числе других бояр вместе с Владимиром киевским. Больше летопись о Мирославе не сообщает.